# 島根県民主医療機関連合会
島根県民主医療機関連合会(しまねけんみんしゅいりょうきかんれんごうかい)は、島根県における全日本民主医療機関連合会(民医連)の地方組織。略称は島根民医連。

## 概要
島根では全国に先駆けて、1950年に松江大衆診療所が開設され、島根民医連の歴史が始まった（全日本民主医療機関連合会結成は1953年）。
島根民医連は、島根県東部の救急医療をはじめ在宅まで総合的な医療・福祉活動を展開し医療を4病院、5診療所（歯科含）、7つの訪問看護（ヘルパー）ステーションなどで支えている。
事務局は島根県松江市西津田8-8-10に置く。

## 加盟法人
(この節の出典)
- 松江保健生活協同組合 - 松江市西津田8-8-10
  - 総合病院松江生協病院 - 松江市西津田8-8-8
- 出雲医療生活協同組合 - 出雲市塩冶町1536-1
  - 出雲市民病院 - 出雲市塩冶町1536-1
  - 出雲市民リハビリテーション病院 - 出雲市知井宮町238
- ひかわ医療生活協同組合 - 出雲市斐川町直江4883-1
  - 斐川生協病院 - 出雲市斐川町直江4883-1
- 島根勤労者医療協会 - 出雲市塩冶有原町4-79